# Palaiománina
Palaiománina är en ort i Grekland.   Den ligger i prefekturen Nomós Aitolías kai Akarnanías och regionen Västra Grekland, i den centrala delen av landet, 220 km väster om huvudstaden Aten. Palaiománina ligger 89 meter över havet och antalet invånare är 855.
Terrängen runt Palaiománina är kuperad västerut, men österut är den platt. Runt Palaiománina är det ganska tätbefolkat, med 52 invånare per kvadratkilometer. Närmaste större samhälle är Agrínio, 17,1 km nordost om Palaiománina. 